# Атональність
Атона́льність (від грецької заперечувальної частки а і тональність) в музиці — термін, яким позначають музику (найчастіше ХХ і XXI сторіч), що не має тональності. Основні принципи атональної музики — відсутність звуковисотної тоніки як єдиного центру тяжіння, якому в тональній музиці ієрархічно підпорядковані усі інші звуки. Внаслідок цього всі звуковисотності і всі співвідношення між ними стають рівноправними. Атональність пов'язана із відсутністю тонально-функціональної гармонії та заперечує один з основних її принципів — підпорядкованість дисонансів консонансам і обов'язковість розв'язання дисонансу в консонанс.
Появі атональної музики передувало поступове ускладнення класичної гармонії, зокрема інтенсивний розвиток хроматики, поява акордів нетерцієвої будови, розширення і послаблення ладофункціональної системи.
На початку XX століття в творчості А. Шенберґа та його послідовників відмова від тональної системи набуває принципового значення. Шенберґ висуває вимогу відмови від консонантних акордів та ствердження дисонансу як важливішого елементу музичної мови (т. зв. емансипація дисонансу). Першим атональним твором вважаються його «Три фортепіанні п'єси» ор. 11 (1909).
Пошуки структурної організації, приводять на початку 1920-х років до появи додекафонії, що початково поєднувалась із уникненням тональних співзвуч. Першим твором, написаним у цій техніці вважається Сюїта для фортепіано ор.25 Шенберґа.
Естетичні засади атональної музики, на цьому етапі, були тісно пов'язані з мистецтвом експресіонізму, що відрізнялось гостротою засобів виразності та припускало алогічну розірваність художнього мислення. Поряд із представниками нововіденської школи до атональності звертались О. Скрябін, Ч. Айвз, Б. Барток, Д. Шостакович (напр. у Другій, Четвертій і Чотирнадцятій симфоніях). З іншого боку ряд видатних композиторів (напр. С. Прокоф'єв, П. Гіндеміт, А. Онеґґер) рішучо не сприймали принципів атоналізму та продовжували працювати в тональній системі. Водночас інші видатні композитори, для яких відсутність тональності стала на певному етапі провідним творчим принципом, вважали сам термін «атональність» позбавленим сенсу і некоректним. В сучасній науковій літературі він використовується переважно у вужчому значенні для позначення музики композиторів нововіденської школи того періоду, коли вони вже відмовились від тональності, але ще не почали застосовувати серійну техніку (додекафонію).
У 1930-х роках атоналізм, і зокрема додекафонія наражаються на категоричне неприйняття в тоталітарних режимах. Парадоксально, але якщо в СРСР атональна музика критикувалася, як прояв «формалізму», та пов'язувалась з «дрібнобуржуазною» естетикою (див. наприклад статтю «Сумбур вместо музыки» (1936 р.), то в нацистській Німеччині музика цього напрямку переслідувалася як «більшовицька» і «деґенеративна» (нім. Entartete Musik).
Новий етап розвитку атональної музики починається в повоєнний період і пов'язаний із різними аванґардними течіями. Переважно атональною є серійна та серіальна музика, сонористична музика, алеаторична музика, стохастична музика (Я. Ксенакіс).
З 1960-тих років зі зміною політичної ситуації в СРСР, атональна музика активно проникає в творчість радянських композиторів нового покоління — «композиторів-шестидесятників», зокрема А. Шнітке, С. Губайдуліної, Е. Денисова, а також українських композиторів — В. Сильвестрова, Л. Грабовського, В. Годзяцького та інших.
З 1980-х років атональність поступово проникає до некласичних музичних жанрів, передусім авангард-джазу (напр. творчість Ami Denio).